# Salto de Candelas
Le Salto de Candelas est une chute d'eau située en Colombie, .
Cette chute d'eau de 300 mètres de haut est située dans la municipalité de Pajarito, dans le département de Boyacá.